# Thạch Hội
Thạch Hội là một xã thuộc thành phố Hà Tĩnh, tỉnh Hà Tĩnh, Việt Nam.

## Địa lý
Xã Thạch Hội có vị trí địa lý:
- Phía đông giáp Biển Đông
- Phía tây giáp xã Cẩm Bình
- Phía nam giáp xã huyện Cẩm Xuyên
- Phía bắc giáp xã Thạch Thắng và xã Thạch Văn.

Xã Thạch Hội có diện tích 10,73 km², dân số năm 2023 là 6.308 người, mật độ dân số đạt 587 người/km².

## Hành chính
Xã Thạch Hội được chia thành 7 thôn: Bắc Thai, Bình Dương, Hội Tiến, Liên Mỹ, Liên Phố, Liên Quý, Thai Yên.

## Lịch sử
Ngày 13 tháng 12 năm 2018, HĐND tỉnh Hà Tĩnh ban hành Nghị quyết số 126/NQ-HĐND về việc thành lập thôn Thai Yên trên cơ sở thôn Nam Thai và thôn Liên Yên.
Ngày 14 tháng 11 năm 2024, Ủy ban Thường vụ Quốc hội ban hành Nghị quyết số 1283/NQ-UBTVQH15 về việc sắp xếp đơn vị hành chính cấp huyện, cấp xã của tỉnh Hà Tĩnh giai đoạn 2023 – 2025 (nghị quyết có hiệu lực từ ngày 1 tháng 1 năm 2025). Theo đó, sáp nhập xã Thạch Hội thuộc huyện Thạch Hà vào thành phố Hà Tĩnh quản lý.

## Văn hóa
- Làng nghề làng trống Bắc Thai.Nổi tiếng với dòng Họ Bùi.
- Làng nghề đan lát.
- Rượu nếp ngon.